# Escola de Treino de Voo Inicial N.º 1 da RAAF
A Escola de Treino de Voo Inicial N.º 1 foi uma unidade de instrução e treino da Real Força Aérea Australiana (RAAF). Foi formada em 1951 como resposta à necessidade de aumento de tripulações e pilotos devido ao despoletar da Guerra da Coreia e da Emergência Malaia. Colocada na Base aérea de Archerfield, em Queensland, operava aviões de Havilland Tiger Moth. Originalmente denominada Escola de Treino Inicial N.º 1, teve o seu nome alterado em 1952. Em 1953, a escola ganhou o Troféu Hewitt. Com o final da Guerra da Coreia, o funcionamento independente desta escola deixou de fazer sentido, tendo sido incorporada na Escola de Treino de Voo Básico N.º 1 na Base aérea de Uranquinty, Nova Gales do Sul, em 1955.

## História
Antes do começo da Segunda Guerra Mundial, todo o treino de pilotos e tripulações da Real Força Aérea Australiana era realizado na Escola de Treino de Voo N.º 1, na Base aérea de Point Cook, em Vitória. Com o aumento dramático do treino de pilotagem sob o Plano de Treino Aéreo da Comunidade Britânica, a Escola de Treino de Voo N.º 1 foi substituída entre 1949 e 1941 por doze escolas de treino de voo elementar, uma escola de voo central e oito escolas de treino de voo de serviço. A racionalização conforme o desenrolar da guerra, e consequente cessar fogo, fez com que todas escolas referidas (à excepção da escola de voo central) fossem encerradas. A escola, re-criada usando militares e equipamento da Escola de Treino de Voo de Serviço N.º 5 em Uranquinty, Nova Gales do Sul, regressou a Point Cook e tornou-se novamente na única unidade da RAAF que formava pilotos.

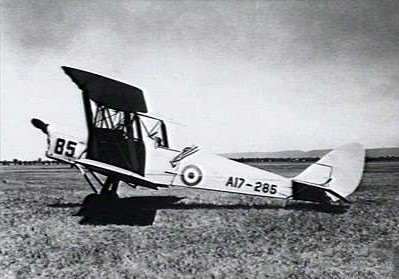
Um de Havilland Tiger Moth da RAAF

Em resposta à necessidade de haver mais tripulações aéreas para ir de encontro à realização do compromisso australiano na Guerra da Coreia e na Emergência Malaia, o treino de voo da RAAF foi novamente expandido em 1951-52, com as funções da Escola de Treino de Voo N.º 1 a serem divididas em três unidades separar geograficamente. No dia 28 de Novembro de 1951 a Escola de Treino Inicial N.º 1 foi formada na Estação de Archerfield, Queensland, para dar instrução aos alunos em assuntos gerais sobre aeronáutica e conhecimentos militares, depois da qual passariam por doze horas de instrução em aviões de Havilland Tiger Moth. Os pilotos graduados nesta escola eram então transferidos para uma outra unidade, a Escola de Treino de Voo Básico N.º 1, localizada na Base aérea de Uranquinty, Nova Gales do Sul, onde eram instruídos em assuntos mais específicos como o manuseamento de instrumentos de voo, voo em formação e voo nocturno, fazendo uso de aviões Tiger Moth e CAC Wirraway. Os alunos que concluíssem com sucesso o curso nesta escola eram então transferidos para a Escola de Treino de Voo N.º 1, que em Março de 1952 foi re-baptizada como Escola de Treino de Voo Aplicado N.º 1, para serem instruídos em armamento aeronáutico e técnicas de combate, operando aviões Wirraway; no final, os alunos que concluíssem o curso eram graduados como sargentos pilotos.

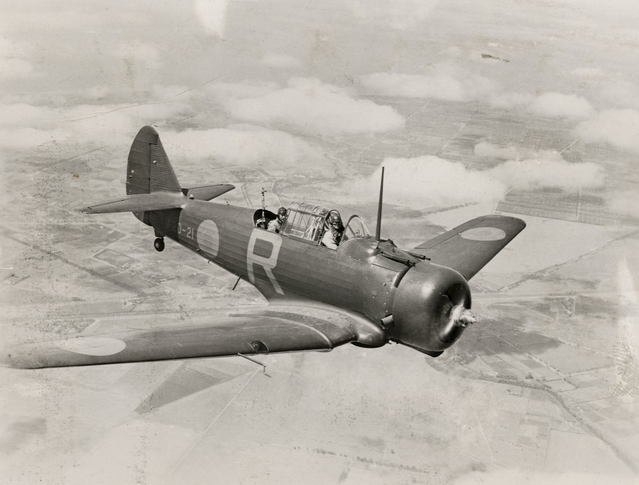
Um CAC Wirraway da RAAF

O comandante inaugural da Escola de Treino Inicial N.º 1 foi o Wing Commander Wilfred Lampe. Os aviões Tiger Moth começaram a chegar a Archerfield no dia 4 de Janeiro de 1952, e o primeiro curso começou dois dias depois. Este curso terminou no dia 27 de Março, durante o qual decorreram cerca de mil horas de voo. A unidade foi re-baptizada como Escola de Treino de Voo Inicial N.º 1 no dia 28 de Maio. Além de treinar pilotos para a RAAF, a escola também treinava estudantes do braço aéreo da Real Marinha Australiana. Seis aviões Tiger da escola realizaram uma campanha de recrutamento, em Agosto de 1952, pelas localidades de Kingaroy e Bundaberg, no mesmo mês que o primeiro curso iniciou a instrução na escola seguinte, a Escola de Treino de Voo Básico N.º 1. Os estudantes seleccionados para serem navegadores em vez de pilotos foram transferidos para a Escola de Navegação Aérea na Base aérea de East Sale, Vitória. A Escola de Treino de Voo Inicial N.º 1 foi responsável pela realização de corridas aéreas durante a Semana da Força Aérea em Setembro de 1952 e, no ano seguinte, em Setembro de 1953, voltou a realizar a mesma missão. O pessoal de terra da escola ganhou o Troféu Hewitt pela proficiência em armamento ligeiro, num concurso que decorreu em Liverpool, Nova Gales do Sul, em Dezembro de 1953. Em Abril de 1954, os Tiger Moth realizaram simulações de bombardeamento e ataque contra tropas num exercício conjunto com o 9º Batalhão do Exército Australiano.
Em Novembro de 1954, depois do cessar fogo na Guerra da Coreia, a necessidade da RAAF de formar novas tripulações deixou de existir, tendo sido tomada a decisão de inserir a Escola de Treino de Voo Inicial N.º 1 dentro da Escola de Treino de Voo Básico N.º 1; no início de 1955, o curso que começaria na escola inicial, começou na escola de treino de voo básico. A Escola de Treino de Voo Inicial N.º 1 foi dissolvida no dia 23 de Janeiro de 1955 e as suas instalações foram entregues ao Esquadrão N.º 23.